# Причиненко, Станислав Владимирович
Станисла́в Влади́мирович Причиненко (укр. Станіслав Володимирович Причиненко; род. 26 июня 1991, Симферополь) — украинский футболист, имеющий российское гражданство, полузащитник.

## Биография
Родился 26 июня 1991 года в Симферополе. Его отец Владимир Причиненко — один из лучших футболистов симферопольской «Таврии» за всю историю, после завершения карьеры был тренером клуба.
В ДЮФЛ выступал в начале за «Таврию» с 2002 года по 2003 год, а затем занимался в школе донецкого «Шахтёра». В 2006 году на мемориале Александра Брагина Причиненко был признан лучшим игроком турнира, а «Шахтёр» стал победителем. В следующем году «Шахтёр» также одержал победу, а Причиненко был включён в символическую сборную турнира.

### Клубная карьера
В 2008 году попал в «Шахтёр-3», клуб выступал во Второй лиге Украины. В команде Причиненко стал одним из лидеров. Также нередко привлекался к тренировкам и товарищеским играм вместе с основным составом «Шахтёра». Зимой 2008 года в одном из товарищеских матчей получил травму.
Зимой 2009 года на предсезонном турнире Кубок Крымтеплицы, «Шахтёр-3» дошёл до финала где уступил молдавской «Олимпии» (1:1, 4:5 по пенальти). Всего за «Шахтёр-3» он провёл 52 матча и забил 9 мячей, также сыграл 7 матчей и забил 1 гол в молодёжном первенстве Украины.
В январе 2011 года прибыл на просмотр в «Таврию» вместе с Петром Опариным, который также выступал с ним в «Шахтёре-3». Вскоре подписал контракт с клубом по схеме «1+1».
В Премьер-лиге Украины дебютировал 12 марта 2011 года в домашнем матче против «Кривбасса» (2:1), Причиненко вышел на 84 минуте вместо Руслана Платона. В следующем матче он впервые вышел в основном составе в выездном матче против киевского «Арсенала» (1:2), Причиненко забил два гола на 34 и 42 минуте в ворота Сергея Погорелого, а на 43 минуте был заменён на Слободана Марковича из-за того, что у него был разбит нос.
После аннексии Крыма Россией принял российское гражданство. В июне 2014 перешёл в клуб российской ФНЛ «Тосно», в феврале 2017 был отдан в аренду в «Балтику» до конца сезона. В июне перешёл «Балтику» на постоянной основе. В феврале 2018 года покинул «Балтику».
Некоторое время выступал за грузинский клуб «Колхети-1913». В феврале 2019 года вернулся в «Балтику», вначале подписав контракт до конца сезона, а после окончания сезона продлил контракт до 2020 года. В феврале 2021 г. подписал контракт с клубом «Акрон», выступающим в ФНЛ.

### Карьера в сборной
Выступал за юношескую сборную Украины до 17 лет. В июне 2007 года был вызван Анатолием Бузником на Мемориал Виктора Банникова. Тогда юношеская сборная Украины проиграла в финале сборной Турции (0:2), Причиненко в этом матче имел два хороших шанса забить гол, однако в обоих моментах попал в штангу. За сборную до 17 лет выступал с 2006 года по 2008 год и провёл 25 матчей и забил 4 мяча.
В 2008 году провёл один матч за юношескую сборную до 19 лет.

## Семья
Дядя Сергей и двоюродный брат Денис также футболисты.